# 农业科技要闻选集
《农业科技要闻》是由中国农业科学院于1983年创办的，专门报导国内外重要农业科技成就和研究进展的内部刊物。它的阅读范围比内部参考还要小。它的送阅对象是国家领导人、省、部级主要领导人和各省农业行政部门和农业大学一把手。农业科技要闻选集每年选编一集。